# Ana Wagener
Ana Wagener, née le 25 août 1962 à Las Palmas de Grande Canarie dans les îles Canaries, est une actrice espagnole. Elle a remporté le prix Goya du meilleur second rôle féminin en 2012.

## Biographie
Dans sa jeunesse, Ana Wagener suit les cours de l'école d'art dramatique de Séville et entame une carrière d'actrice de théâtre au début des années 1980. Elle obtient plusieurs rôles dans des séries télévisées espagnoles à la fin des années 1990 avant de faire ses débuts au cinéma en 2000.
Connue pour son engagement féministe, elle est célèbre grâce à ses rôles dans les films Vie et Couleur (Vida y color) de Santiago Tabernero (es), El patio de mi cárcel de Belén Macías, Biutiful d'Alejandro González Iñárritu ou encore La voz dormida de Benito Zambrano, film hommage aux femmes de la guerre d'Espagne, pour lequel elle remporte le prix Goya de la meilleure actrice dans un second rôle lors de la 26e cérémonie des Goyas en 2012. 
Elle se fait également remarquer par ses rôles réguliers à la télévision, comme dans la série La Señora.

## Filmographie

### Au cinéma
- 2000 : El Bola d'Achero Mañas
- 2000 : Besos para todos de Jaime Chávarri
- 2001 : ¿Tú qué harías por amor? de Carlos Saura Medrano
- 2003 : La Chance endormie (La suerte dormida) d'Ángeles González-Sinde
- 2003 : Torremolinos 73 de Pablo Berger
- 2003 : Las voces de la noche de Salvador García Ruiz
- 2004 : Le Septième Jour (El séptimo día) de Carlos Saura
- 2004 : Horas de luz (Heures de lumière) de Manolo Matji
- 2005 : Vie et Couleur (Vida y color) de Santiago Tabernero (es)
- 2005 : Les Sept Vierges (7 vírgenes) d'Alberto Rodriguez
- 2006 : Cabeza de perro de Santi Amodeo
- 2006 : Azul de Daniel Sánchez Arévalo
- 2006 : ¿Por qué se frotan las patitas? d'Alvaro Begines
- 2007 : Tocar el cielo de Marcos Carnevale
- 2008 : 8 citas de Peris Romano et Rodrigo Sorogoyen
- 2008 : El Amore se Mueve de María Mercedes Afonso Padrón
- 2008 : El patio de mi cárcel de Belén Macías
- 2010 : Biutiful d'Alejandro González Iñárritu
- 2010 : Todo lo que tú quieras d'Achero Mañas
- 2010 : Kidnappés (Secuestrados) de Miguel Ángel Vivas
- 2011 : El perfecto desconocido de Toni Bestard
- 2011 : La voz dormida de Benito Zambrano
- 2012 : Fènix 11·23 de Joel Joan et Sergi Lara
- 2014 : Fronteras (A escondidas) de Mikel Rueda
- 2015 : Vulcania de José Skaf
- 2017 : L'Accusé (Contratiempo) d'Oriol Paulo
- 2018 : El reino de Rodrigo Sorogoyen
- 2018 : Mirage (Durante la tourmenta) d'Oriol Paulo : l’inspectrice Dimas
- 2019 : De chair et d'os : Fina Hidalgo
- 2020 : Adú de Salvador Calvo : Paloma
- 2021 : Innocent de Oriol Paulo : Sonia Mireyes

### À la télévision

#### Séries télévisées
- 1997 : Querido maestro (un épisode)
- 1997 : Más que amigos (deux épisodes)
- 1998 : Compañeros (un épisode)
- 1999 : El comisario (un épisode)
- 2000 : Raquel busca su sitio
- 2000 - 2001 : El grupo
- 2000 - 2001 : Policías, en el corazón de la calle
- 2003 : Javier ya no vive solo (trois épisodes)
- 2003 : Hospital Central (un épisode)
- 2005 : El comisario (un épisode)
- 2007 - 2008 : Cuenta atrás
- 2008 - 2010 : La Señora
- 2011 : 14 de abril. La República
- 2013 : Con el culo al aire
- 2022 : Intimidad : Alicia

#### Téléfilms
- 2005 : Floras Muertos de Joaquín Llamas
- 2005 : La Atlantida de Belén Macías
- 2015 : La Española inglesa de Marco A. Castillo
- 2017 : La Princesa Paca de Joaquín Llamas

## Distinctions notables

### Récompenses
- 2010: Prix Unión de Actores y Actrices de la meilleure actrice dans un second rôle pour Biutiful[4]
- 2012 : Prix Goya de la meilleure actrice dans un second rôle à la 26e cérémonie des Goyas pour La voz dormida.

### Nominations
- 2008 : Nomination au Prix Goya du meilleur espoir féminin pour El patio de mi cárcel
- 2011 : Nomination au Prix Goya de la meilleure actrice dans un second rôle pour Biutiful